# 奈良生駒高速鐵道

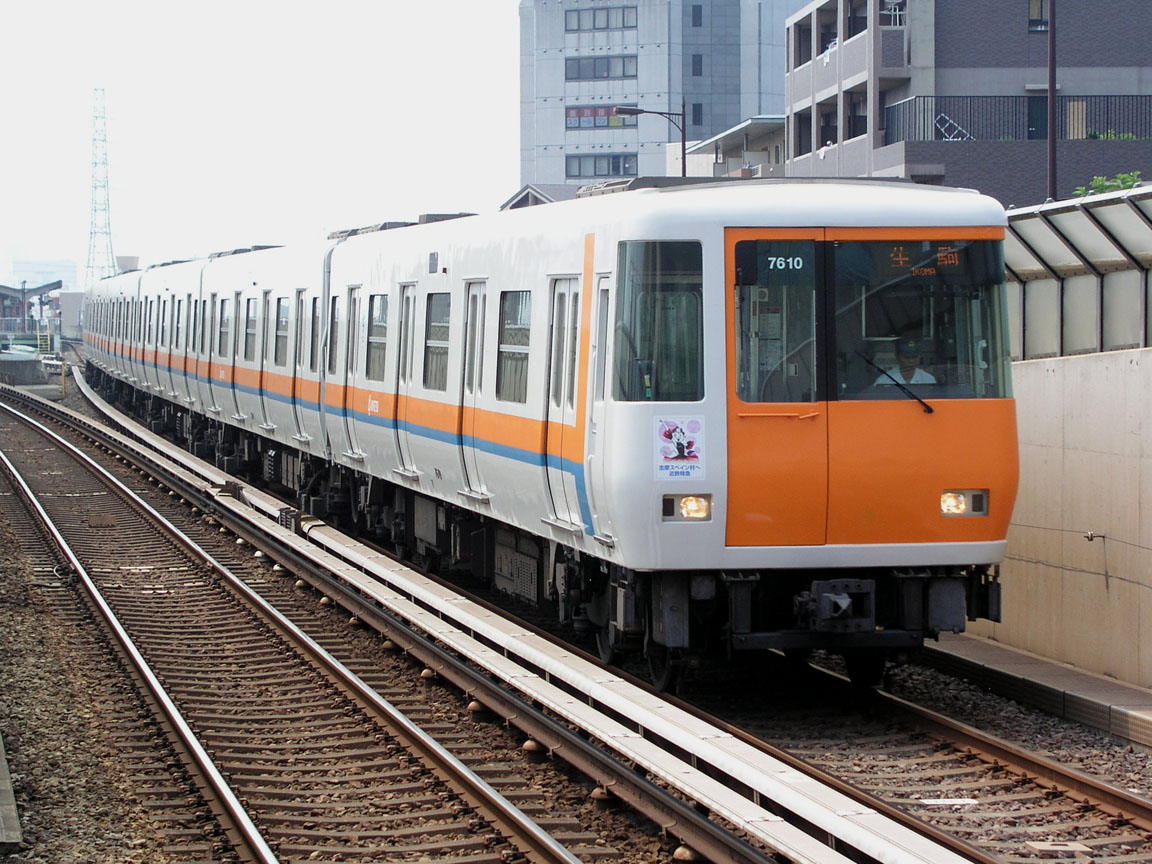
行駛於京阪奈線上的近鐵7000系列車。

奈良生駒高速鐵道股份有限公司（日语：／ Nara Ikoma Kōsoku Tetsudō */?），簡稱奈良生駒高速鐵道，縮寫NIRR，是一家設址於奈良縣生駒市的日本鐵路公司。奈良生駒高速鐵道是為了管理近畿日本鐵道（近鐵）京阪奈線（けいはんな線）自生駒至學研奈良登美丘（学研奈良登美ヶ丘）兩車站之間、原名「京阪奈新線」的延長路段，而由近畿日本鐵道與所在地自治體奈良縣官方共同出資，以第三部門方式成立的鐵路公司。

## 簡介
在奈良生駒高速鐵道的股東之中，官股（奈良縣、生駒市、奈良市）與民股（近鐵、日本政策投資銀行）各擁有50%的持股。
有別於大部分日本的第三部門鐵路公司，都是自行經營鐵路運輸業務，奈良生駒高速鐵道是一家第三種鐵道事業者，只擁有鐵路線與相關的設施，但不負責營運工作。實際上的客運業務是由近鐵以第二種鐵道事業者的身分進行，並將原本長田至生駒之間的東大阪線與奈良生駒高速鐵道所擁有的延長路段整合在一起，改名為「京阪奈線」。

## 路線
| 中文線名 | 日文線名 | 起點        | 終點                  | 距離（公里） | 備註                                           |
| -------- | -------- | ----------- | --------------------- | ------------ | ---------------------------------------------- |
| 京阪奈線 |          | 生駒（C27） | 學研奈良登美丘（C30） | 8.6          | 第3種鐵道事業者，近畿日本鐵道是第2種鐵道事業者 |

## 歷史
- 1998年（平成10年）
  - 7月28日：公司成立。
  - 9月3日：取得鐵道事業許可證明。
- 2006年（平成18年）3月27日：生駒 — 學研奈良登美丘路段通車。

## 外部連結
- 奈良生駒高速鐵道官方網站 （页面存档备份，存于）（日語）